# Kenny Hulshof
Kenneth C. Hulshof, detto Kenny (Sikeston, 22 maggio 1958), è un politico e avvocato statunitense, membro della Camera dei Rappresentanti per lo stato del Missouri dal 1997 al 2009.

## Biografia
Allievo dell'Università del Missouri, Hulshof si laureò in legge e lavorò come avvocato prima di entrare in politica.
Nel 1994 fu il candidato repubblicano per il nono distretto congressuale del Missouri, sfidando il democratico in carica dal 1977 Harold Volkmer. In quest'occasione Hulshof riuscì a raccogliere molti voti, tuttavia non sconfisse Volkmer.
Nelle elezioni successive del 1996 Hulshof tornò nuovamente a fronteggiare Volkmer e stavolta riuscì a sconfiggerlo per due punti percentuali. Al Congresso si fece conoscere per i suoi punti di vista conservatori e venne sempre rieletto senza problemi, sebbene il suo distretto fosse stato rappresentato ininterrottamente da deputati democratici dal 1923 fino a quel momento.
Nel 2008 Hulshof decise di non chiedere agli elettori il settimo mandato, candidandosi invece a governatore del Missouri. Vinse di misura le primarie repubblicane, ma venne sconfitto nelle elezioni generali.
Dopo la sconfitta Hulshof è tornato a svolgere il suo mestiere di avvocato, venendo assunto in uno studio legale.